# Ryuichi Sugiyama
Ryuichi Sugiyama (født 4. juli 1941) er en japansk fodboldspiller.

## Japans fodboldlandshold
| Japans landshold | Japans landshold | Japans landshold |
| År               | Kmp              | Mål              |
| ---------------- | ---------------- | ---------------- |
| 1961             | 3                | 0                |
| 1962             | 6                | 0                |
| 1963             | 5                | 1                |
| 1964             | 2                | 1                |
| 1965             | 4                | 3                |
| 1966             | 6                | 2                |
| 1967             | 5                | 4                |
| 1968             | 4                | 1                |
| 1969             | 4                | 0                |
| 1970             | 11               | 1                |
| 1971             | 6                | 2                |
| Total            | 56               | 15               |